# Gennadi Konstantinowitsch Spirin
Gennadi Konstantinowitsch Spirin (russisch Геннадий Константинович Спирин, wiss. Transliteration Gennadij Konstantinovič Spirin; * 25. Dezember 1948 in Orechowo-Sujewo, Oblast Moskau) ist ein russischer Illustrator, der sich auf Kinderbücher spezialisiert hat.

## Leben
Gennadi Spirin besuchte die Surikow-Kunstschule und studierte später an der Kunstakademie in Moskau. Er zog nach dem Ende der Sowjetunion nach Deutschland und wenig später (1991) weiter in die USA nach Princeton, New Jersey, wo er heute mit seiner Familie, einer Frau und drei Kindern, lebt.

## Arbeiten
Spirin illustriert Kinderbücher seit dem Jahr 1979. Mittlerweile hat er in der Szene der Illustratoren einen hohen Rang inne. Seine detailreich gezeichneten, an das Mittelalter erinnernden Miniaturen werden in weiten Teilen der Welt ausgestellt und wurden ebenso mehrfach prämiert. Der Maler gilt unter seinesgleichen als einer der Besten dieser Kunst.
Zu Zeiten der Sowjetunion hatte er auch schon erfolgreich Zeichnungen veröffentlicht und genoss bereits großes Ansehen im Land. Gennadi Spirin illustriert bevorzugt Versionen russischer Märchen, wie etwa Die Geschichte vom Feuervogel, Die kleine schwarze Henne, Des Meerkönigs Tochter oder Das Märchen vom Zaren Saltan. Auch verfasst er oft die Texte seiner Bücher selbst.

## Auszeichnungen
Hier seien einige der wichtigen Preise genannt, die Gennadi Spirin in seiner Karriere als Illustrator erlangte:
- Die Goldmedaille der amerikanischen Society of Illustrators.
- Die goldene Platte der Internationalen Biennale für Kinderbuchillustration Bratislava.
- Den ersten Preis für Illustration der Internationalen Kinderbuchmesse Barcelona.
- Die Premio Grafico der Bologner Kinderbuchmesse.
- Spirins Version von Gullivers Reisen wurde von der New York Times Book Review zu den am besten illustrierten Büchern gezählt.

## Werke (Illustrationen, Auszug)
- mit Natalija Romanova: Unser Baumstumpf, Kinderbuch. (Originaltitel: Чей это пень? – Čej ėto pen'?), übersetzt von Hans Baumann. Thienemann, Stuttgart /  Wien 1985, ISBN 3-522-42080-2.
- als Autor: Die Geschichte vom Feuervogel, Kinderbuch. Thienemann-Esslinger; Auflage: 1 (28. Juli 2003), ISBN 3-480-21907-1 / ISBN 978-3-480-21907-0